# Hurrockaine

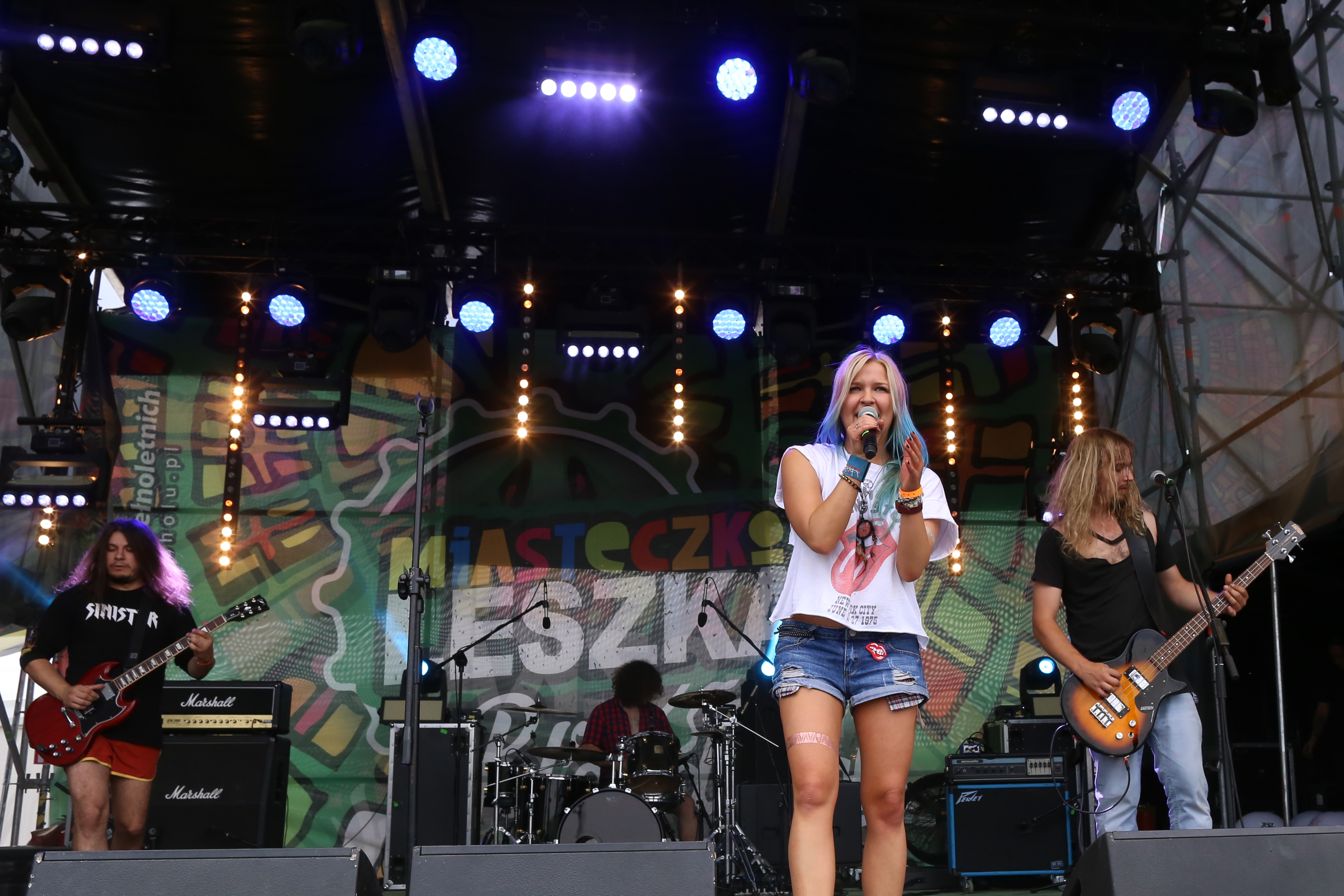
Hurrockaine na Scenie Lecha - Pol’and’Rock Festival 2019

Hurrockaine – grupa muzyczna grająca rock alternatywny. Zespół powstał pod koniec 2013 roku w Katowicach. 
Ma na swoim koncie trzy płyty EP ,,Compass Star" (2014) „Rust'n'Love” (2017) oraz „Memo” (2018), a także pełnowymiarowy album „Amantes Amentes” (2020), których produkcją zajął się Tomasz "ZED" Zalewski, znany m.in. z długoletniej współpracy z grupą Coma. W lipcu 2018 grupa wystąpiła na jednym z największych czeskich festiwali rockowych Masters of Rock (festiwal) w Vizovicach. W czerwcu 2019 zespół zwyciężył w Eliminacjach do Pol'and'Rock Festival 2019. W sierpniu 2019 grupa wystąpiła na Dużej Scenie, obok takich gwiazd jak Skunk Anansie, Crystal Fighters, Kult, Agnieszka Chylińska czy Decapitated.
Hurrockaine są laureatami m.in. takich festiwali, przeglądów oraz plebiscytów muzycznych jak:
- Kostrzyn nad Odrą, Pol'and'Rock Festiwal, sierpień, 2019[4]
- Cisna, ZEW się budzi Festiwal, Odkrycia ZEW, maj, 2019[5]
- Warszawa, Gala Płyty Rocku 2018, Antyradio, Przebój Rocku 2018, marzec, 2019[6]
- Vizovice (Czechy), koncert na festiwalu Masters of Rock, lipiec 2018[7]
- Lubsko, Rockowe Granie, I miejsce, czerwiec 2018[8]
- Kraków, Przegląd Kapel Rockowych UEK, I miejsce, maj 2018
- Ostrava (Czechy) Liheň Festival 2018, I miejsce, czerwiec 2018[9]
- Radom, Parkowa Fest Rock, I miejsce, wrzesień 2017[10]
- Gliwice, Gliwicki Port Rocka, I miejsce, lipiec 2017[11]
- Ryki, Rykowisko Live, I miejsce, lipiec 2017[12]
- Warszawa, Stage4YOU, finałowa 5, 2017
- Szczecin, Festiwal Młodych Talentów, finałowa 10, październik 2018[13]

W grudniu 2018 roku zespół zajął pierwsze miejsce notowania listy Turbo-Top Antyradia, z singlem "Jak Ci Powiedzieć?" oraz drugie miejsce z singlem "Błyski"
Singiel "Błyski" od sierpnia 2018 emitowany jest m.in. przez stację Eska Rock
11 grudnia 2020 roku na sklepowych półkach pojawił się album „Amantes Amentes”- pierwsza, w całości polskojęzyczna, długogrająca płyta zespołu Hurrockaine, zawierająca 10 autorskich utworów, opowiadających zapisane muzyką historie młodych ludzi w czasach pandemii. Materiał grupy wydało wydawnictwo Globe Records, a patronatem medialnym objęło Antyradio.
14 lutego 2021 album "Amantes Amentes" trafił w całości na serwisy streamingowe. Singiel "Supernova" w marcu 2021 roku aż dwukrotnie zajął pierwsze miejsce na liście Turbo-Top Antyradia. Singiel "Kalumet" został wyróżniony przez serwis Spotify miejscem na oficjalnej playliście "New Music Friday Polska".

## Muzycy
Obecny skład zespołu
- Paulina Magdalena Mazur – wokal
- Marcin Skipiała – gitara, wokal

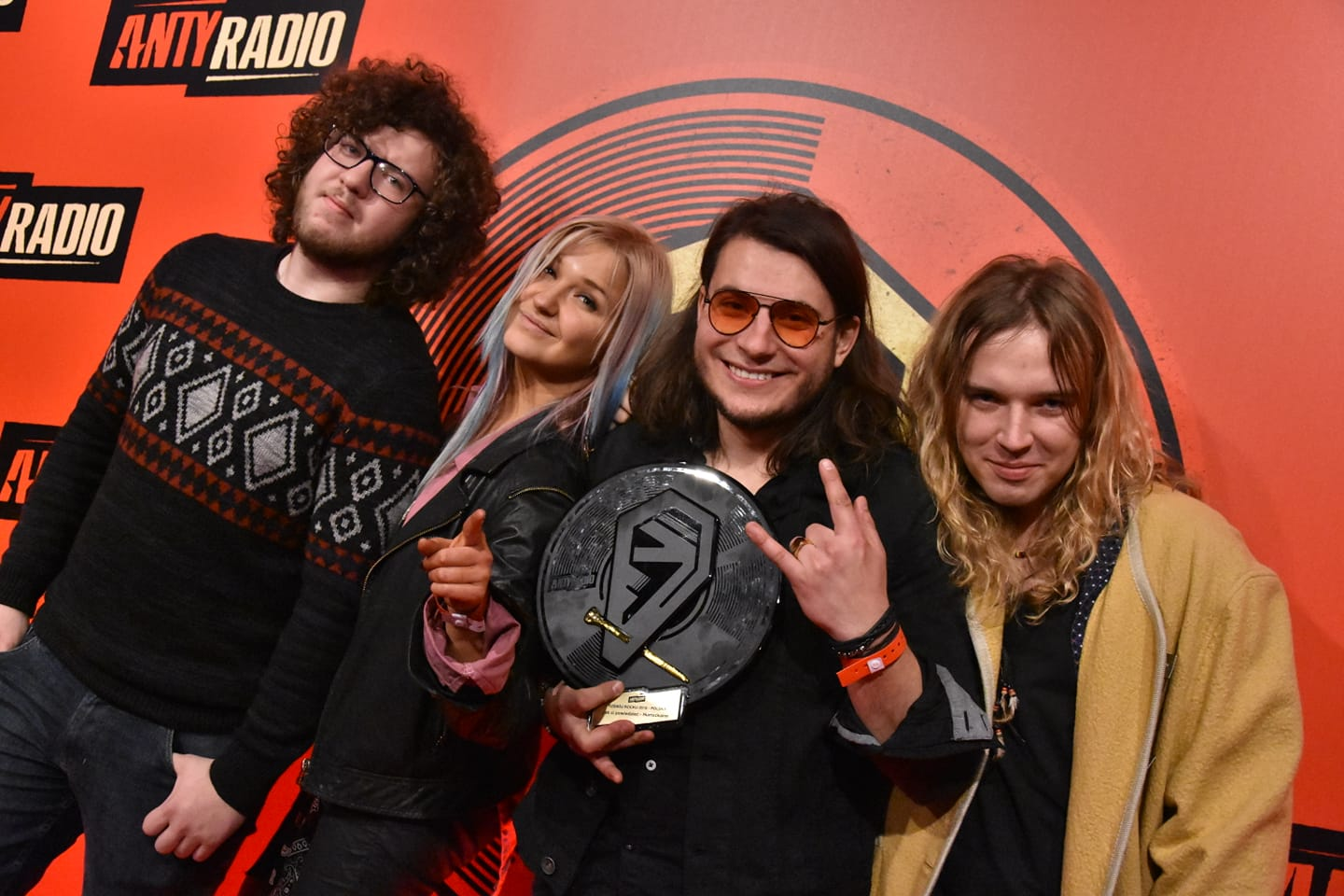
Hurrockaine ze statuetką "Przebój Rocku Antyradia" za utwór "Jak Ci Powiedzieć?", marzec 2019. Na zdjęciu od lewej: Patryk Piszczek, Paulina Magdalena Mazur, Marcin Skipiała, Christian Książek

- Christian Książek – gitara basowa, wokal
- Patryk Piszczek – perkusja

## Dyskografia
- Compass Star (2014)
- Rust'n'Love (2017)
- Memo (2018)
- Amantes Amentes (2020)

## Teledyski
- Stop me (2017)
- Broken (2017)
- Dicegame (2017)
- Pretending (2018)
- Neverland (2018)
- Jak Ci Powiedzieć? (2018)
- Znak (2019)
- Loteria (2020)
- Supernova (2021)